# Гідрид натрію
Гідри́д на́трію — неорганічна бінарна сполука з хімічною формулою NaH, має вигляд кубічних кристалів з кольором від сріблястих до безбарвних. Використовується як відновник в органічному синтезі та для очистки металевих виробів.

## Фізичні властивості

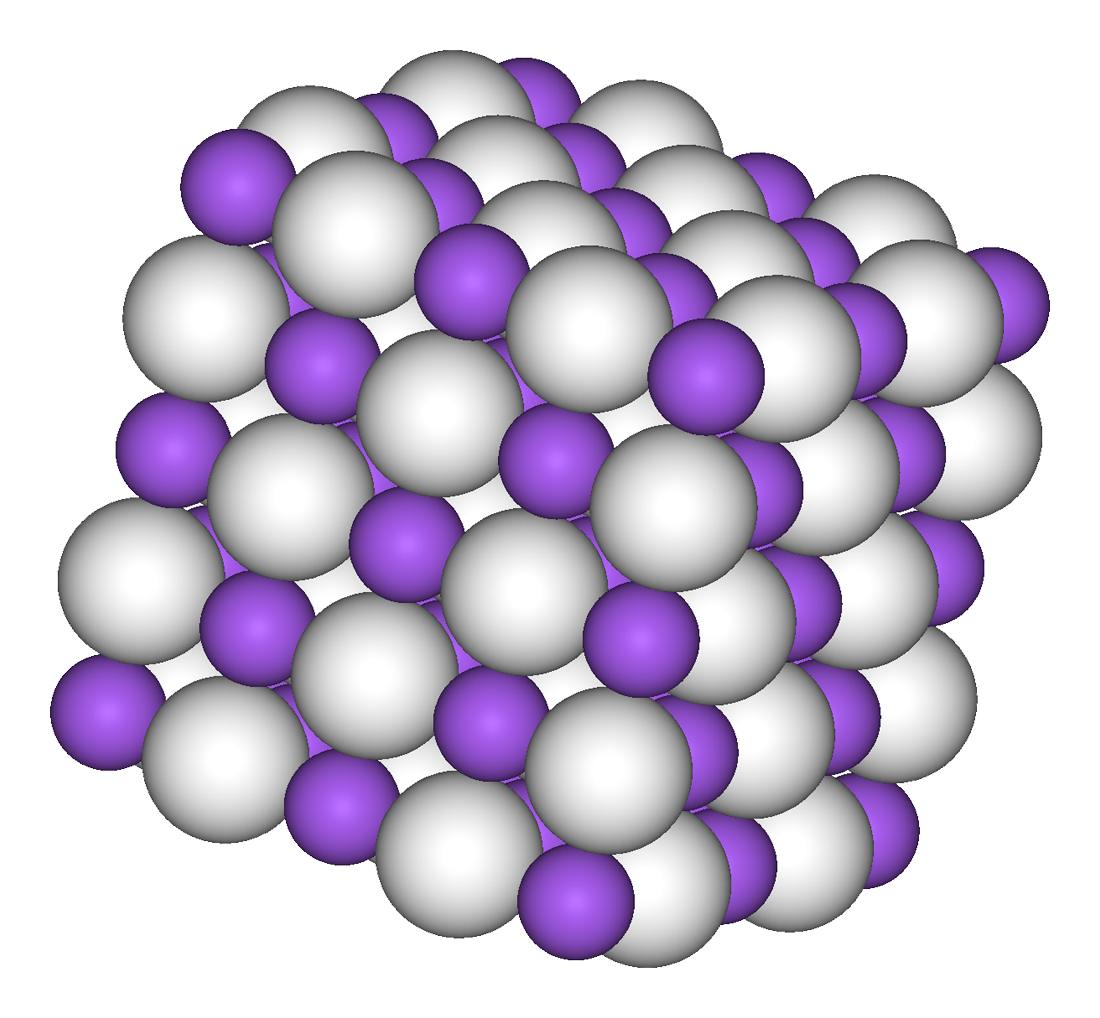
Кристалічна ґратка гідриду натрію

Гідрид натрію являє собою сріблясті кубічні кристали. Може спалахувати в атмосфері хлору, кисню.

## Отримання
Отримати гідрид натрію можна дією водню на розжарений металічний натрій:
{\displaystyle \mathrm {2Na+H_{2}{\xrightarrow {360-400^{o}C}}2NaH\!} }
Альтернативним методом отримання є нагрівання аміду натрію:
{\displaystyle \mathrm {2NaNH_{2}{\xrightarrow {t}}2NaH+N_{2}+H_{2}\!} }

## Хімічні властивості
Гідрид натрію є достатньо активною сполукою: він реагує з рідким аміаком та водою:
{\displaystyle \mathrm {NaH+NH_{3}\rightarrow NaNH_{2}+H_{2}\!} }
{\displaystyle \mathrm {NaH+H_{2}O\rightarrow NaOH+H_{2}\!} }
NaH вступає в реакцію також і зі спиртовими розчинниками, утворюючи алкоголяти:
{\displaystyle \mathrm {NaH+C_{2}H_{5}OH\rightarrow NaOC_{2}H_{5}+H_{2}\!} }
При високих температурах гідрид реагує з багатьма неметалами та їх оксидами:
{\displaystyle \mathrm {2NaH+O_{2}{\xrightarrow {250^{o}C}}2NaOH\!} }
{\textstyle \mathrm {NaH+Cl_{2}{\xrightarrow {450-500^{o}C}}NaCl+HCl\!} }
{\displaystyle \mathrm {2NaH+2S{\xrightarrow {350-400^{o}C}}Na_{2}S+H_{2}S\!} }
{\displaystyle \mathrm {2NaH+2SO_{2}{\xrightarrow {200-250^{o}C}}Na_{2}SO_{4}+H_{S}\!} }
Він може відновлювати метали з їх оксидів та галогенідів (ця здатність гідриду натрію широко використовується у промисловості):
{\displaystyle \mathrm {4NaH+Fe_{3}O_{4}{\xrightarrow {350-420^{o}C}}3Fe+4NaOH\!} }
{\displaystyle \mathrm {2NaH+TiCl_{4}{\xrightarrow {200-250^{o}C}}Ti+2NaCl+2HCl\!} }

## Застосування
Гідрид натрію використовують для депротонування органічних кислот та спиртів, для відновлення металів з їх сполук, зокрема оксидів. У складі подвійних гідридів, наприклад борогідриду натрію, NaH є ефективним відновником для органічного синтезу.